# Enrico Leone
Pour les articles homonymes, voir Leone.
Enrico Leone (né à Pietramelara - Campanie - en 1875 et mort à Naples en 1940), économiste, journaliste et homme politique italien, militant et théoricien du syndicalisme révolutionnaire.

## Biographie
Enrico Leone, issu de la petite bourgeoisie (son père tenait un café avec commerce de charbon), milite dans un groupuscule anarchiste qui fusionne en 1896 avec la Fédération locale du Parti socialiste italien (PSI). Leone est alors étudiant à l'université de Naples. Diplômé en 1900 de la faculté de droit, il s'est spécialisé dans les études d'économie politique. Marxiste, mais influencé à ses débuts par Achille Loria - un économiste classique marqué par le positivisme -, il adhère au mouvement de révision du marxisme (1899) et tente une conciliation du marxisme avec les préceptes de l'économie néo-classique (ladite économie pure, ou encore marginalisme). Parmi les économistes qu'il apprécie particulièrement, il faut citer les Britanniques Jevons, Edgeworth et les Lausannois Léon Walras et Vilfredo Pareto. C'est sur le plan de la politique municipale qu'au tournant du siècle, il essaie d'appliquer théoriquement les principes d'utilité auxquels il donne une assiette sociale. En 1910, il publie un ouvrage d'économie dans lequel il propose une intéressante juxtaposition de la valeur-travail et de l'utilité qui règle la mesure de l'échange.
A Naples, il milite avec ses amis socialistes contre la corruption et la camorra locales (il est élu conseiller municipal, puis conseiller provincial). Sur le plan national, il se rapproche du courant intransigeant socialiste d'Enrico Ferri (centre gauche du parti), alors que ses autres camarades napolitains et en particulier Arturo Labriola constituent l'aile révolutionnaire du PSI. Leone se déplace à Rome en 1903 parce que nommé rédacteur en chef du quotidien officiel du Psi, l' Avanti!, que dirige Ferri. Il mène campagne pour le développement du Midi en défendant l'idée que le libre-échange est une condition nécessaire pour sortir le Sud du marasme économique. À la suite de la première grève nationale italienne de septembre 1904, Leone se rapproche de ses anciens amis révolutionnaires, rompt avec Ferri en 1905, et commence à théoriser le syndicalisme révolutionnaire dont il devient sans conteste le penseur le plus organique. 
Il s'emploie à définir ce que doit être la "politique prolétarienne", qui n'est ni un économisme refusant le politique ni une stratégie fondée sur la conquête du pouvoir politique soit-il par la voie parlementaire ou révolutionnaire. Le prolétariat, argumente-t-il, doit mener de façon autonome sa politique qui consiste à organiser ses propres forces sur le terrain de la lutte économique pour ensuite investir, fort de sa capacité technique et morale, tous les domaines du vivre-ensemble, y compris donc la sphère de la politique. Il prône la résorption par les syndicats de toutes les fonctions jusque-là réservées aux partis. 
Il publie des ouvrages de divulgation à succès, une revue bimensuelle de réflexion théorique, Il Divenire sociale, qui durant son existence entre 1905 et 1910 contribue à faire connaître de manière décisive la pensée de Georges Sorel à travers la publication de nombreux articles originaux que le Français réserve à l'Italie, pays qu'il affectionne. La première version des célèbres Réflexions sur la violence y est publiée en 1905 et 1906. Une édition en volume sort en 1906 en Italie, préfacée par Leone qui discute avec esprit critique les positions de Sorel en matière de violence, de grève générale et de mythe. 
Après que les syndicalistes révolutionnaires aient quitté le PSI, en 1907, pour se vouer au travail d'organisation syndicale, l'influence de Leone sur le mouvement s'atténue, mais il demeure une référence intellectuelle respectée. Après la Première Guerre mondiale, qu'il a en horreur, il se rapproche des "maximalistes" du PSI, milite pour l'établissement en Italie des soviets et salue avec beaucoup d'enthousiasme la révolution d'Octobre russe qu'il interprète comme un désaveu en acte du marxisme vulgaire fondé sur l'étapisme et le déterminisme. Il déchante en 1921 lorsque le communisme de guerre est abandonné et sont réintroduits dans les usines les anciens dirigeants. Il préconise, avec les anarchistes, une troisième révolution et finit par s'opposer, en 1922, à l'adhésion des syndicalistes révolutionnaires, organisés dans l'Union Syndicale Italienne, à l'Internationale rouge de Moscou. En ces années, il écrit deux livres pour critiquer l'intuitionnisme de Sorel et Bergson. En 1925, il est interné en milieu psychiatrique où il meurt quinze ans plus tard.
Des articles de circonstance de Leone ont été traduits en français dans la revue syndicaliste révolutionnaire Le Mouvement socialiste.

## Publications
- Il sindacalismo, 1906.
- La revisione del marxismo, 1909.
- L'economia edonistica, 1910.
- Flavio Venanzi, Scritti politici e letterarii, raccolti ed ordinati da Giovanni Di Gregorio, elogio di Enrico Leone, introduzione di Arturo Giovannitti, disegno della copertina di Onorio Ruotolo, New York, Venanzi Memorial commitee, 1921, xxiii, 305 p.
- Teoria della politica, 1931, 2 vol.